# Pseudotyphloscia alba
Pseudotyphloscia alba är en kräftdjursart som först beskrevs av Dollfus1898.  Pseudotyphloscia alba ingår i släktet Pseudotyphloscia och familjen Philosciidae. Inga underarter finns listade i Catalogue of Life.